# Strutstarr
Strutstarr (Carex alba) är en flerårig gräslik växtart inom släktet starrar och familjen halvgräs. Den beskrevs av Giovanni Antonio Scopoli.

## Utbredning
Strutstarren förekommer i Europa och Asien, från Spanien i väster till Centralasien och Mongoliet i öster. Den odlas även som prydnadsväxt i andra delar av världen. Arten har inte påträffats i vilt tillstånd i Sverige.